# Kunë
Kunë (alb. Ishulli i Kunës) – niewielka skalista wyspa o powierzchni 1,4 km. kw (125 ha), położona na Morzu Adriatyckim, w delcie rzeki Drin, w pobliżu Lezhy. Należy do Albanii.
Wyspa Kunë znajduje się w odległości 1,5 km od wybrzeża Albanii. Jest niezamieszkana, w większości zabagniona, stanowi jedno z najcenniejszych lęgowisk ptaków wodnych, na wyspie żyje 70 gatunków ptaków i 22 gatunki gadów. Cały teren wyspy i jej otoczenie wchodzą w skład parku narodowego Laguna Kunë-Vainit.
Wyspa stanowi miejsce lęgowe rzadkich gatunków ptaków (pelikan kędzierzawy, kormoran mały, kwokacz, żołna, błotniak stawowy) i znajduje się pod całkowitą ochroną.